# Gertrude Fehr

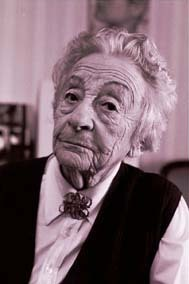
Gertrude Fehr, 1989

Gertrude Fehr, eigentlich Gertrude Fehr-Fuld, geborene Fuld (* 5. März 1895 in Mainz; † 16. August 1996 in Territet bei Montreux), war eine deutsche Fotografin.

## Leben
Gertrude Fuld war die Tochter von Charlotte Cohen und Ludwig Fuld. Die Familie wohnte in der Bahnhofsstrasse und später in der Kaiserstrasse. Ludwig Fuld war Anwalt und Autor zahlreicher rechtswissenschaftlicher Bücher und Abhandlungen. Er arbeitete zudem ehrenamtlich in der Rechtsschutzstelle der Mainzer Frauenarbeitsschule. Gertrude Fuld wurde an einer Höheren Mädchenschule und in Internaten, u. a. in England, international erzogen. Gertrude Fuld machte 1918 eine Ausbildung zur Fotografin bei Emund Wasow und an der Schule für Fotografie in München. Bereits 1921 eröffnete sie in Schwabing ein eigenes Atelier und befasste sich insbesondere mit künstlerischen Porträtaufnahmen und der Theaterfotografie. Durch Otto Falckenberg erhielt sie das Angebot, als ständige Fotografin für die Münchner Kammerspiele zu arbeiten. Bekannt sind ihre Theaterfotografien von der Dreigroschenoper für die Münchner Kammerspiele. 1933 gewann sie die Goldmedaille bei der Triennale Milano. In München lernte sie ihren Mann, den Maler Jules Fehr, kennen.
Beide gingen 1933 nach Paris, wo Gertrude Fehr 1934 die Fotoschule Publiphot eröffnete und sich mit experimenteller Fotografie und Collagetechnik befasste. 1939 zogen beide in die Schweiz nach Genf und eröffneten 1940 in Lausanne die Fotoschule École Fehr, die fünf Jahre später mit der École des Arts et Métiers zur École de photographie in Vevey am Genfersee verschmolz. Dort unterrichtete Gertrude Fehr-Fuld bis 1960 in den Bereichen Porträt, Mode, Werbung und Reportage. Nach ihrem Ausscheiden aus der Fotoschule arbeitete sie als freie Fotografin und machte Porträtaufnahmen berühmter Künstler.
Sie prägte durch ihre experimentellen Arbeiten viele Fotografinnen und Fotografen. Zu ihren Schülern gehörten Henriette Grindat, Luc Chessex, Monique Jacot, Jeanloup Sieff, Yvan Dalain, Yves Yersin und Francis Reusser.

## Postume Ausstellung
Das Deutsche Theatermuseum München zeigte vom 10. November 2022 bis zum 8. März 2023 die Ausstellung Gertrude Fuld, Nini und Carry Hess. Theaterfotografie in der Weimarer Republik.